# Volyně (tvrz)
Volyně je tvrz ve stejnojmenném městě v okrese Strakonice. Stojí ve Školní ulici v sousedství kostela Všech svatých. Od roku 1963 je chráněna jako kulturní památka.

## Historie

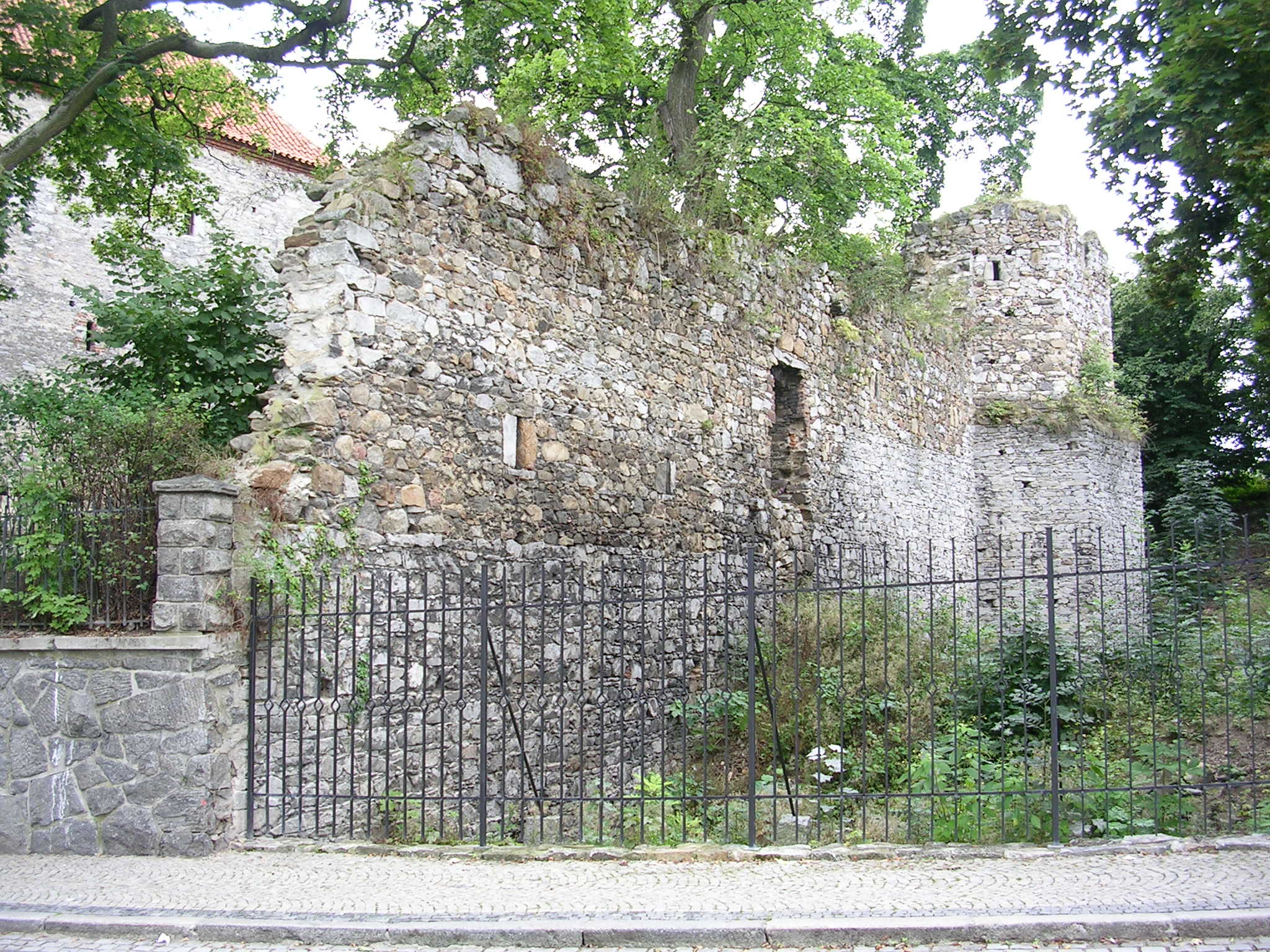
Opevnění s baštou

Volyňská tvrz vznikla spolu se sousedním kostelem nejpozději na počátku poslední čtvrtiny třináctého století. Objekty nejstarší fáze se nedochovaly, ale jejich zbytky odhalil archeologický výzkum vedený Antonínem Hejnou od roku 1974. Dochovaná budova pochází ze čtrnáctého století a opevnění včetně bašty, příkopu a parkánu vzniklo na počátku šestnáctého století.
Na konci třináctého století Volyně patřila pražské kapitule, které zůstala až do husitských válek. Roku 1436 ji císař Zikmund Lucemburský zastavil Přibíkovi z Klenové, který ji v roce 1444 chtěl prodat Oldřichovi z Rožmberka, ale z obchodu sešlo. V roce 1450 je jako volyňský purkrabí uváděn Mikuláš z Hořovic. Král Jiří z Poděbrad povolil v roce 1463 strakonickému generálnímu převorovi Joštovi z Rožmberka, aby Volyni vyplatil ze zástavy, ale tím si znepřátelil Přibíka z Klenové. Jošt zde potom ustanovil jako purkrabího Buška mladšího z Buzic připomínaného zde v letech 1466 a 1467. Dalšími purkrabími byli Jan z Kraselova (1472), Aleš z Vidhostic (1492) a Alexandr z Buzic (1507). Roku 1510 král Vladislav Jagellonský příslíbil velkopřevorovi Janovi z Rožmberka, že nikomu jinému nepovolí výplatu zástavy, takže městečko s tvrzí se pražské kapitule vrátilo až v roce 1621. Ve smlouvě mezi kapitulou a strakonickými johanity z roku 1629 se tvrz již neuvádí, protože v té době již nejspíše sloužila jako sýpka. Od roku 1956 ve tvrzi sídlí Městské muzeum ve Volyni.

## Stavební podoba
Dvoupatrová budova postavená z lomového kamene má mírně lichoběžníkový půdorys. Její nároží jsou zpevněná tesanými kvádry. Interiér osvětlují úzká hrotitá okénka a pravoúhlá okna s kamenným ostěním. Dovnitř se vstupuje po schodišti ze severu. Okolo nádvoří se zachovala část hradby s polygonální, šestibokou baštou v nároží.